# Snillfjords kommun
Snillfjords kommun (norska: Snillfjord kommune) var en tidigare kommun i Trøndelag fylke i Norge. Den gränsade i nordost mot tidigare Agdenes kommun, i sydöst mot tidigare Orkdals kommun, mot sydväst mot tidigare Hemne kommun och över fjorden i nord mot Hitra kommun. 
Från år 2020 ingår en del av Snillfjord (Sunde) i Hitra kommun, en annan del (Vennastranda) i den nybildade Heims kommun och resten i den nyetablerade Orklands kommun.

## Kända personer från Snillfjord
- Oddmund Hagen, författare
- Terje Krokstad, Skidskytt
- Martin Stokken (1923-1984), skidåkare